# Automeris lauta
Automeris lauta är en fjärilsart som beskrevs av Johnson och Michener 1948. Automeris lauta ingår i släktet Automeris och familjen påfågelsspinnare. Inga underarter finns listade i Catalogue of Life.